# کوه ابراهیم
کوه ابراهیم، که همچنین به عنوان کوه بیثرا و کوه سفید (به دلیل داشتن صخره‌های سفید) شناخته می‌شود، کوهی در عربستان سعودی است که در رشته‌کوه حجاز در جنوب‌غربی، در جاده گردشگری ملک فهد و در نزدیکی مرکز القریه بنی مالک (جنوب طائف) واقع شده است. این کوه بلندترین قله در منطقه و یکی از مقاصد گردشگری در استان طائف به‌شمار می‌آید. ارتفاع آن حدود ۵۰۰۰ فوت است.

## نام‌گذاری
ابن المجاور گفته است که این کوه به نام خلیل ابراهیم نام‌گذاری شده است. ابن شهاب زهری گفته است که حنفیان معتقد بودند این مکان مقدس جایی است که حضرت ابراهیم در آن متولد شده است.
این کوه با ارتفاع ۱۵۲۴ متر، سی‌اُمین کوه بلند عربستان سعودی است که در مرکز القریه بنی مالک قرار دارد.

## توصیف
این کوه با ارتفاع حدود (۵۰۰۰) فوت بالاتر از سطح دریا، بلندترین قله در این منطقه است. همچنین یکی از مهم‌ترین نقاط دیدنی در شهرستان طائف محسوب می‌شود که بازدیدکنندگان، پژوهشگران و علاقه‌مندان به طبیعت از آن دیدن می‌کنند. این کوه توسط چندین روستا احاطه شده است که با وجود زمین‌های ناهموار و سخت، مسکونی هستند. این کوه محل زندگی پلنگ عربی نیز هست و توسط «مرجع ملی حفاظت و توسعه حیات‌وحش» محافظت می‌شود. در قله کوه، روستاهای باستانی سنگی یافت می‌شوند که ارزش باستان‌شناسی دارند.
این کوه هر ساله در فصل تابستان میزبان تعداد زیادی از بازدیدکنندگان است که برای لذت بردن از مناظر زیبا، سرسبزی و آبشارهای آن به این منطقه می‌آیند. هوای خنک و مطبوع این کوه به دلیل ارتفاع زیاد آن بالاتر از سطح دریا، محیط دل‌پذیری را فراهم می‌کند. سطح کوه پوشیده از گونه‌های متنوعی از جمله درختان اُرس، زیتون‌های وحشی و سایر درختان است. از جاذبه‌های گردشگری این کوه می‌توان به روستاهای باستانی‌ای اشاره کرد که در قله کوه قرار دارند و به نظر می‌رسد در هوا معلق هستند. همچنین، کنده‌کاری‌های موجود بر روی صخره‌ها نیز جذابیت خاصی دارند. در دامنه این کوه روستاهایی به نام «روستاهای بثره» وجود دارند که در ارتفاعات بلند کوه واقع شده‌اند. به دلیل ارتفاع زیاد، قله این کوه اغلب در مه فرومی‌رود.
کوه ابراهیم یکی از مهم‌ترین جاذبه‌های گردشگری است و توسط یاقوت حموی در فرهنگ لغت ذکر شده است. کوهنوردان برای صعود به این کوه، از سمت شرقی آن بالا می‌روند که این فرایند ممکن است یک روز کامل طول بکشد. در قله این کوه، روستاهای باستانی، آبشارها و حیواناتی نظیر بابون وجود دارند. در قله کوه سنگ بزرگی وجود دارد که صدایی شبیه جوشیدن آب تولید می‌کند. همچنین در قله کوه، آبشارها و درختان متراکم متنوعی یافت می‌شوند.